# بحران قانون اساسی گرجستان (۲۰۲۴–۲۰۲۵)
بحران قانون اساسی گرجستان (۲۰۲۵–۲۰۲۴) با اختلاف در مورد مشروعیت انتخابات پارلمانی گرجستان در اکتبر ۲۰۲۴ به دلیل نگرانی در مورد برگزاری آن آغاز شد. با تشکیل خود پارلمان، اعلام ۲۸ نوامبر مبنی بر تعلیق مذاکرات الحاق به اتحادیه اروپا، انتخاب رئیس‌جمهور جدید توسط پارلمان، و تحلیف میخائیل کاولاشویلی در ۲۹ دسامبر ۲۰۲۴ توسط خود تا تشکیل جلسه مجلس ادامه یافت.

## پیشینه
عمده سال ۲۰۲۴، بیدزینا ایوانیشویلی، میلیاردر و نخست‌وزیر سابق گرجستان، به‌طور گسترده‌ای به عنوان حاکم واقعی گرجستان شناخته می‌شد و اکثر رهبران و نهادهای رسمی به غیر از رئیس‌جمهور سالومه زورابیشویلی، از دستور او پیروی می‌کردند. در اواخر دسامبر ۲۰۲۴، استفان اف. جونز، دانشمند علوم سیاسی، اظهار داشت که ایوانیشویلی به «حاکم غیرقابل پاسخگویی و کنترل نشده» گرجستان تبدیل شده است.